# Synopsia propinquaria
Synopsia propinquaria là một loài bướm đêm trong họ Geometridae.